# Foot Ball Club Matera 1975-1976
Questa voce raccoglie le informazioni riguardanti il Foot Ball Club Matera nelle competizioni ufficiali della stagione 1975-1976.

## Rosa
| N. |                   | Ruolo | Calciatore        |
| -- | ----------------- | ----- | ----------------- |
|    | Italia (bandiera) | P     | Vincenzo Antezza  |
|    | Italia (bandiera) | P     | Adriano Casiraghi |
|    | Italia (bandiera) | D     | Angelo Angelino   |
|    | Italia (bandiera) | D     | Francesco Coppola |
|    | Italia (bandiera) | D     | Luigi De Canio    |
|    | Italia (bandiera) | D     | Leonardo Generoso |
|    | Italia (bandiera) | D     | Franco Mamilovich |
|    | Italia (bandiera) | D     | Pietro Quinto     |
|    | Italia (bandiera) | D     | Ettore Sollini    |
|    | Italia (bandiera) | D     | Claudio Vellani   |

| N. |                   | Ruolo | Calciatore         |
| -- | ----------------- | ----- | ------------------ |
|    | Italia (bandiera) | D     | Mario Zurlini      |
|    | Italia (bandiera) | C     | Luciano Aprile     |
|    | Italia (bandiera) | C     | Domenico De Giglio |
|    | Italia (bandiera) | C     | Claudio Gambini    |
|    | Italia (bandiera) | C     | Giovanni Rota      |
|    | Italia (bandiera) | A     | Aldo Busilacchi    |
|    | Italia (bandiera) | A     | Michele Cassano    |
|    | Italia (bandiera) | A     | Vito Chimenti      |
|    | Italia (bandiera) | A     | Walter Chisena     |
|    | Italia (bandiera) | A     | Giovanni Picat Re  |

## Risultati

### Serie D

#### Girone di andata
| 1ª giornata | Termoli | 1 – 0 | Matera |  |

| 2ª giornata | Matera | 0 – 1 | Manfredonia |  |

| 3ª giornata | Vultur Rionero | 0 – 0 | Matera |  |

| 4ª giornata | Matera | 1 – 0 | Fidelis Andria |  |

| 5ª giornata | Angolana | 0 – 0 | Matera |  |

| 6ª giornata | Matera | 1 – 1 | Lavello |  |

| 7ª giornata | Nardò | 0 – 0 | Matera |  |

| 8ª giornata | Matera | 4 – 1 | Rosetana |  |

| 9ª giornata | Bitonto | 0 – 4 | Matera |  |

| 10ª giornata | Martina | 1 – 1 | Matera |  |

| 11ª giornata | Matera | 1 – 0 | Gallipoli |  |

| 12ª giornata | O. Flacco Venosa | 1 – 1 | Matera |  |

| 13ª giornata | Matera | 1 – 0 | Fasano |  |

| 14ª giornata | Bisceglie | 0 – 2 | Matera |  |

| 15ª giornata | Matera | 2 – 0 | Monopoli |  |

| 16ª giornata | Matera | 3 – 1 | Lanciano |  |

| 17ª giornata | Grottaglie | 2 – 4 | Matera |  |

#### Girone di ritorno
| 18ª giornata | Matera | 3 – 1 | Termoli |  |

| 19ª giornata | Manfredonia | 0 – 1 | Matera |  |

| 20ª giornata | Matera | 3 – 0 | Vultur Rionero |  |

| 21ª giornata | Fidelis Andria | 2 – 0 | Matera |  |

| 22ª giornata | Matera | 3 – 0 | Angolana |  |

| 23ª giornata | Lavello | 0 – 3 | Matera |  |

| 24ª giornata | Matera | 1 – 0 | Nardò |  |

| 25ª giornata | Rosetana | 1 – 1 | Matera |  |

| 26ª giornata | Matera | 5 – 1 | Bitonto |  |

| 27ª giornata | Matera | 3 – 1 | Martina |  |

| 28ª giornata | Gallipoli | 1 – 0 | Matera |  |

| 29ª giornata | Matera | 3 – 1 | O. Flacco Venosa |  |

| 30ª giornata | Fasano | 0 – 1 | Matera |  |

| 31ª giornata | Matera | 3 – 0 | Bisceglie |  |

| 32ª giornata | Monopoli | 1 – 0 | Matera |  |

| 33ª giornata | Lanciano | 2 – 1 | Matera |  |

| 34ª giornata | Matera | 2 – 0 | Grottaglie |  |

### Coppa Italia Sempipro
|  | Matera | 1 – 0 | Barletta |  |

|  | Matera | 0 – 1 | Bari |  |

|  | Barletta | 3 – 0 | Matera |  |

|  | Bari | 1 – 1 | Matera |  |

## Statistiche

### Statistiche di squadra
| Competizione         | Punti | In casa | In casa | In casa | In casa | In casa | In casa | In trasferta | In trasferta | In trasferta | In trasferta | In trasferta | In trasferta | Totale | Totale | Totale | Totale | Totale | Totale | DR  |
| Competizione         | Punti | G       | V       | N       | P       | Gf      | Gs      | G            | V            | N            | P            | Gf           | Gs           | G      | V      | N      | P      | Gf     | Gs     | DR  |
| -------------------- | ----- | ------- | ------- | ------- | ------- | ------- | ------- | ------------ | ------------ | ------------ | ------------ | ------------ | ------------ | ------ | ------ | ------ | ------ | ------ | ------ | --- |
| Serie D              | 49    | 17      | ?       | ?       | ?       | ?       | ?       | 17           | ?            | ?            | ?            | ?            | ?            | 34     | 21     | 7      | 6      | 58     | 20     | +38 |
| Coppa Italia Semipro | -     | 2       | 1       | 0       | 1       | 1       | 1       | 2            | 0            | 1            | 1            | 1            | 4            | 4      | 1      | 1      | 2      | 2      | 5      | -3  |

### Statistiche dei giocatori
| Giocatore     | Serie C  | Serie C | Coppa Italia Semipro | Coppa Italia Semipro | Totale   | Totale |
| Giocatore     | Presenze | Reti    | Presenze             | Reti                 | Presenze | Reti   |
| ------------- | -------- | ------- | -------------------- | -------------------- | -------- | ------ |
| A. Angelino   | 11       | 0       | ?                    | ?                    | 11+      | 0+     |
| V. Antezza    | 1        | -?      | ?                    | ?                    | 1+       | 0+     |
| L. Aprile     | 30       | 10      | ?                    | ?                    | 30+      | 10+    |
| A. Busilacchi | 12       | 2       | ?                    | ?                    | 12+      | 2+     |
| A. Casiraghi  | 33       | -?      | ?                    | ?                    | 33+      | 0+     |
| M. Cassano    | 25       | 5       | ?                    | ?                    | 25+      | 5+     |
| V. Chimenti   | 31       | 17      | ?                    | ?                    | 31+      | 17+    |
| W. Chisena    | 10       | 1       | ?                    | ?                    | 10+      | 1+     |
| F. Coppola    | 19       | 0       | ?                    | ?                    | 19+      | 0+     |
| L. De Canio   | 9        | 0       | ?                    | ?                    | 9+       | 0+     |
| D. De Giglio  | 27       | 2       | ?                    | ?                    | 27+      | 2+     |
| C. Gambini    | 34       | 0       | ?                    | ?                    | 34+      | 0+     |
| L. Generoso   | 33       | 4       | ?                    | ?                    | 33+      | 4+     |
| F. Mamilovich | 31       | 0       | ?                    | ?                    | 31+      | 0+     |
| G. Picat Re   | 25       | 14      | ?                    | ?                    | 25+      | 14+    |
| P. Quinto     | 2        | 0       | ?                    | ?                    | 2+       | 0+     |
| G. Rota       | 4        | 0       | ?                    | ?                    | 4+       | 0+     |
| E. Sollini    | 3        | 0       | ?                    | ?                    | 3+       | 0+     |
| C. Vellani    | 25       | 1       | ?                    | ?                    | 25+      | 1+     |
| M. Zurlini    | 31       | 1       | ?                    | ?                    | 31+      | 1+     |